# Nevzat Yalçın
Nevzat Yalçın (* 1. September 1926 in Polis Chrysochous; † 31. Oktober 2012 in Halver) war ein türkischer Schriftsteller, der seit 1971 in Deutschland lebte und arbeitete.
Seinem Studium der türkischen Sprache und Literatur in der Türkei folgte ein Aufenthalt in England. Yalçın war Hochschuldozent, Hörfunksprecher und Herausgeber der Literaturzeitschrift Hisar in Ankara. Ab  1971 arbeitete in Deutschland als Englischlehrer, 1986 wurde er pensioniert.
In deutscher Sprache veröffentlichte er Gedichte, Essays und Kurzgeschichten, zum Beispiel in Die Sonne und der Mann (1997). Gedichte von Annette Gonserowski las er für ein deutschsprachiges Hörbuch (Gefühle, 1999) ein.

## Auszeichnungen
- Staatspreis der Türkischen Republik Nordzypern (1989)
- Alfred-Müller-Felsenburg-Preis für „aufrechte Literatur“ (1989)
- Wappenschild der Stadt Halver